# Населення Луганська

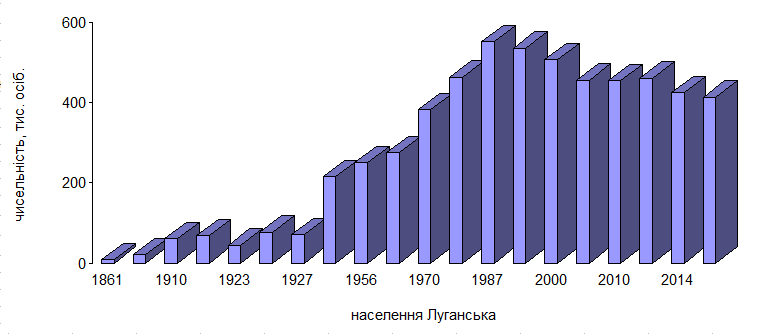
Історична динаміка чисельності населення Луганська

Населення Луганської міськради станом на 1 січня 2014 року становило 463 287 осіб, зокрема м. Луганська — 424 113 осіб, підпорядкованих міськраді смт. Ювілейне — 16 948 тис., м. Щастя — 12 629, м. Олександрівськ — 6 596 осіб. На початку 2014 р. за чисельністю населення серед міст України Луганськ посідав 11 місце.

## Історична динаміка
Історична динаміка чисельності населення Луганська (без врахування населених пунктів, підпорядкованих міськраді) показана в таблиці

Зміни популяції з пікового 1985 року та ймовірний прогноз на наступне десятиліття

Чисельність населення міста значно зменшилася внаслідок бойових дій на Донбасі. На початок року (1.01.2014) в Луганську мешкало 424 113 осіб. Внаслідок бойових дій відбулася міграція містян на межі міста або й області влітку й восени 2014 року, коли виїхало бл. 120 тис. осіб. Зокрема, у листопаді 2014 р. орієнтовна чисельність населення міста була на рівні 333 тис. (на 22 % менше, ніж на початку року), у грудні 2014 р. — 301 тис. (на 29 % менше, ніж на початку року). Надалі популяція відновилася, проте процес її «природного» згасання не припинився. За даними державної статистики, кількість мешканців міста на 1 січня 2017 року становила 413 370 осіб.
Від пікового 1989 року (497 тис. осіб) до початку 2017 року (413 тис. осіб) відбувається постійне зменшення популяції, без виразних хвиль, які могли бути пов'язані з перебудовою 1980-х, економічною кризою 1990-х, війною 2010-х. Згасання йде майже однаковим темпом і в одному напрямку. Загалом цей тем може бути оцінений величиною у 84 тис. (497—413) за 28 років (2017—1989), тобто 3 тис. на рік, що становить 5—7 % на рік.
Надалі можуть розпочатися процеси, пов'язані зі змінами популяційних показників, які залежні від динаміки: зокрема зміни (зменшення) народжуваності, зміни (зростання) частки непрацездатного населення, зміна міграцій населення, зокрема й пов'язаних з навчанням, працевлаштуванням та пенсійним забезпеченням. Проте, навіть за їхньої відсутності, але при збереженні поточних темпів, популяція людини скоротиться протягом найближчих 10—15 років до 350 тис. осіб, тобто повернеться до значень початку 1960-х років. Щоправда, це може відбутися з принципово іншою структурою статево-вікової піраміди, в якій (див.:):
- 1) дуже зредуковані нижні сегменти (народжуваність останнього часу),
- 2) велика частка осіб субпенсійного та пенсійного віку (люди з низькою міграційною активністю).

| рік  | населення                                                     |
| ---- | ------------------------------------------------------------- |
| 1861 | ~ 9 000                                                       |
| 1897 | 20 404                                                        |
| 1913 | 68 500                                                        |
| 1923 | 43 966                                                        |
| 1926 | 71 006                                                        |
| 1939 | 214 607 (наслідок активної міграції у міста після голодомору) |
| 1959 | 274 520                                                       |
| 1970 | 382 774                                                       |
| 1979 | 463 047                                                       |
| 1987 | 552 300 (піковий рік за всю історію міста)                    |
| 1989 | 496 813                                                       |
| 2000 | 506 322                                                       |
| 2001 | 463 097                                                       |
| 2014 | 424 113 (у листопаді — 333 тис., у грудні — 301 тис.)         |
| 2017 | 413 370 (-84 тис. після піку 1989 року)                       |
| 2018 | 406 729 (стат дані на 01.01.2018)                             |

## Райони міста

| район            | 1959    | 1970    | 1979     | 1989      | 2001     | 2022      |
| ---------------- | ------- | ------- | -------- | --------- | -------- | --------- |
| Артемівський     | 65,585  | 88,763  | 90,535   | 115,005▲  | 131,383▲ | 103,750 ▼ |
| Жовтневий        | 90,151  | 134,012 | 210,098  | 222,816 ▬ | 196,943▼ | 165,000 ▼ |
| Кам'янобрідський | 57,944  | 62,590  | 60,283   | 52,145 ▬  | 45,339 ▼ | 41,970 ▬  |
| Ленінський       | 60,840  | 97,409  | 102,131  | 106,847▬  | 89,432▼  | 84,015 ▼  |
| Луганськ         | 274,520 | 382,774 | 463,047▲ | 496,813 ▬ | 463,097▼ | 394,735▼  |

## Статево-вікова структура
За статтю у місті переважали жінки, яких за переписом 2001 року налічувалося 277 224 осіб (55,1%), тоді як чоловіків 226 024 (44,9%). Середній вік населення Луганська становив 38,7 років. Середній вік чоловіків на 4,5 років менше ніж у жінок (36,2 і 40,7 відповідно). У віці молодшому за працездатний знаходилося 75 973 осіб (15,1%), у працездатному віці — 315 426 осіб (62,7%), у віці старшому за працездатний — 111 832 осіб (22,2%).
Станом на 1 січня 2014 року статево-віковий розподіл населення Луганська був наступним:
| вік         | чоловіки | жінки   | обидві статі |
| ----------- | -------- | ------- | ------------ |
| 0-14        | 28 266   | 26 128  | 54 394       |
| 15-64       | 154 131  | 179 591 | 333 722      |
| 65 і старше | 23 547   | 47 952  | 71 499       |

## Національний склад
|          | 1926 | 1939 | 1959 | 1989 | 2001 |
| -------- | ---- | ---- | ---- | ---- | ---- |
| українці | 43,5 | 58,7 | 48,3 | 41,8 | 49,6 |
| росіяни  | 43,7 | 34,5 | 47,1 | 52,4 | 47,4 |
| білоруси |      | 0,5  | 1,1  |      | 0,6  |
| євреї    | 10,0 | 4,5  | 1,6  | 1,1  | 0,4  |

## Мовний склад
| мова       | 1897 | 1926 | 1989 | 2001 |
| ---------- | ---- | ---- | ---- | ---- |
| українська | 19,1 | 17,1 | 17,2 | 14,3 |
| російська  | 68,2 | 75,7 | 81,0 | 84,7 |
| єврейська  | 7,1  | 4,7  | 0,04 |      |

Етномовний склад населених пунктів Луганської міськради за переписом 2001 року
|                        | російська | українська | вірменська |
| ЛУГАНСЬК (міськрада)   | 84,73     | 14,33      | 0,18       |
| м. ЛУГАНСЬК            | 85,33     | 13,72      | 0,17       |
| АРТЕМІВСЬКИЙ район     | 86,21     | 12,76      | 0,17       |
| ЛЕНІНСЬКИЙ район       | 85,20     | 13,10      | 0,21       |
| КАМ'ЯНОБРІДСЬКИЙ район | 85,05     | 14,13      | 0,21       |
| ЖОВТНЕВИЙ район        | 84,87     | 14,54      | 0,14       |
| м. ЩАСТЯ               | 87,98     | 11,23      | 0,01       |
| смт ЮВІЛЕЙНЕ           | 80,59     | 18,89      | 0,09       |
| с-ще ДЗЕРЖИНСЬКЕ       | 68,85     | 30,55      | 0,27       |
| с-ще ТЕПЛИЧНЕ          | 64,55     | 34,18      | 0,95       |
| м. ОЛЕКСАНДРІВСЬК      | 56,65     | 41,73      | 1,46       |

Після захоплення Луганська у 2014 році підконтрольною Росії «ЛНР» у місті викорінюється українська мова.